# 瓦采格赖什
瓦采格赖什，是匈牙利佩斯州所辖的一个村。总面积13.67平方公里，总人口897，人口密度65.6人/平方公里（2011年1月1日）。